# Bieszczadský národní park
Bieszczadský národní park (polsky Bieszczadzki Park Narodowy) je jeden z 23 polských národních parků. Nacházející se v západních Bukovských vrších. Byl založen v roce 1973.

## Historie

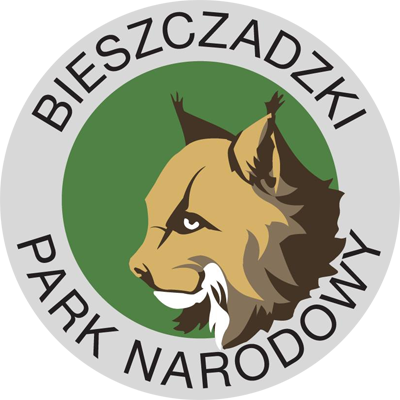
Logo Bieszczadského národního parku

Mezi roky 1944-1947 bylo z území dnes existujícího národního parku vysídleno místní obyvatelstvo a plochy bývalých vesnic a osad začaly zarůstat stromy a keři a stále častěji se zde začaly objevovat divoká zvířata. Tímto způsobem modelovaná krajina, zčásti přirozeně, zčásti zásahem lidské ruky, dostala název „krajina údolí“. Při cestách přes bieszczadská údolí je možno stále ještě nalézt stopy dávného osídlení - meze a terasy polí, sklepy a zasypané studně, základy domů, aleje i zdivočelé sady. Kvůli zachování otevřených ploch se provádí pravidelné kosení a od r. 1993 rovněž pasení huculských koní. Chov tohoto ve východních Karpatech původního druhu probíhá ve Wolosatém a v Nižné Tarnawie.
První plány na vytvoření parku pochází z poloviny 50. let 20. století. Zprvu park zaujímal celkovou rozlohou 5 582 ha, přičemž pojal do svých hranic nejvyšší vrcholy Bieszczad, mj.: Tarnici (1346 m n. m.), Krzemieň (1335 m n. m.) a Halicz (1333 m n. m.) a pásmo Caryňské poloniny (1297 m n. m.). Park byl v letech 1989, 1991, 1996 a 1999 rozšiřován. V současné době jeho povrch činí 29 202 ha a co se týče rozlohy, je největším národním parkem v polských horách.

## Popis

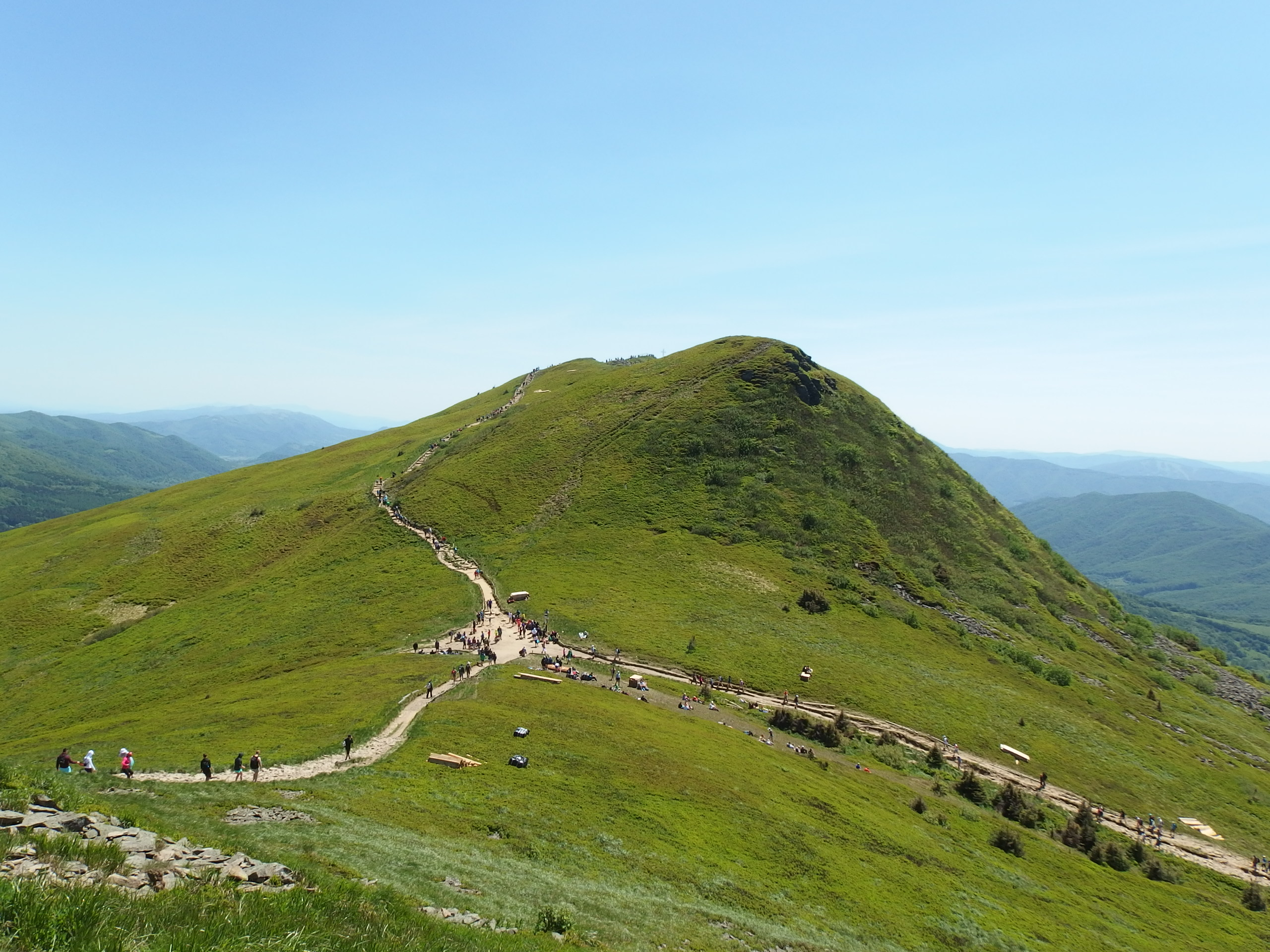
Bieszczadský národní park - vrchol Tarnicy

Bieszczadský národní park je třetím největším národním parkem na území Polska. V okamžiku jeho založení, roku 1973, do sebe pojal masívy Tarnicy, Krzemiena a Haliče a podvrcholovou partii Caryňské poloniny o velikosti skoro 59,55 km2. Rozloha parku byla v letech 1989, 1991, 1996 a 1999 čtyřikrát rozšiřována. Pojem „národní park“ byl nicméně v polských Bieszczadech znám značně dříve než od roku 1973. Již od 50. let 20. století se nacházely poloniny ve správě ředitelství Tatranského národního parku. Bylo to spojeno především s hledáním nových pastvin pro podhalaňské ovce, jimž přísná ochrana v Tatranském národním parku znemožnila přístup na tatranské louky. Bieszczadský národní park zahrnuje velkou část tzv. polských Vysokých Bieszczad a také několik enkláv, z nichž největší leží v dolině Horního Sanu, kde správa parku přebrala po kombinátu Igloopol louky a neúrodné plochy.
V roce 1992 se stal částí Biosférické rezervace Východní Karpaty. BNP zahrnuje jihovýchodní část podkarpatského vojvodství. Na jeho území leží též nejjižnější bod Polska, který je umístěný na hranici s Ukrajinou - vrchol Opołonek (1028 m n. m.). Správa národního parku sídlí v Ustrzykách Górnych. Jeho symbolem je rys a park byl založen roku 1973.

## Flora

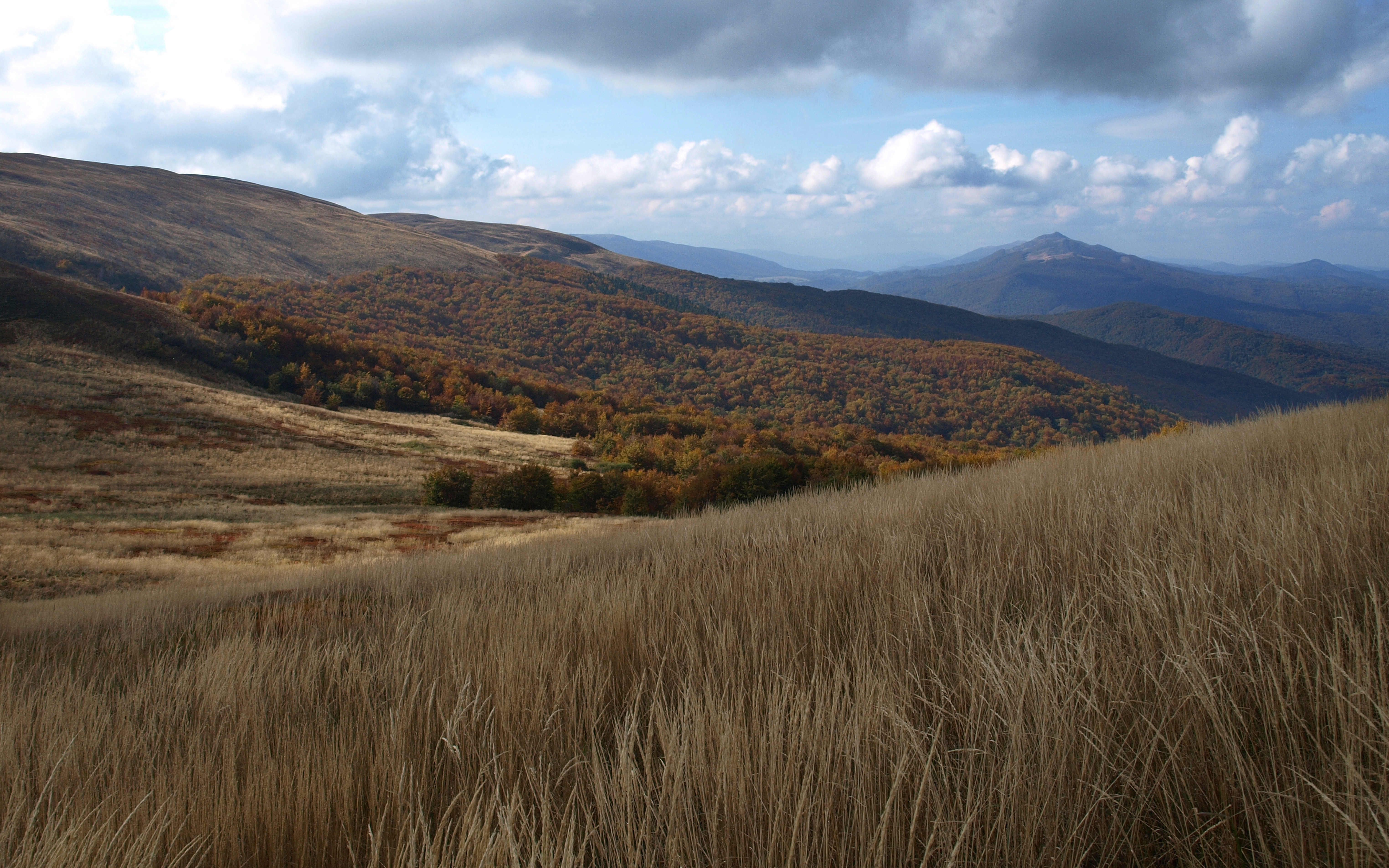
Pohled na poloniny

BNP chrání nejvyšší části polských východních Karpat. Rozlišují se v něm dva vegetačně-klimatické stupně: dolní stupeň a poloniny. Přibližně 80% rozlohy BNP pokrývají přirozené listnaté lesy a lesy smíšené s bukem, olší šedou, javorem, smrkem a jedlí, z čehož 15% je uznáno jako původní pralesní porost. Dá se nalézt na jihozápadních úbočích Malé a Velké Rawky a na severních svazích Smereku. Zóny přísně chráněné tvoří okolo 63% povrchu, což je nejvíce ze všech národních parků v Polsku.

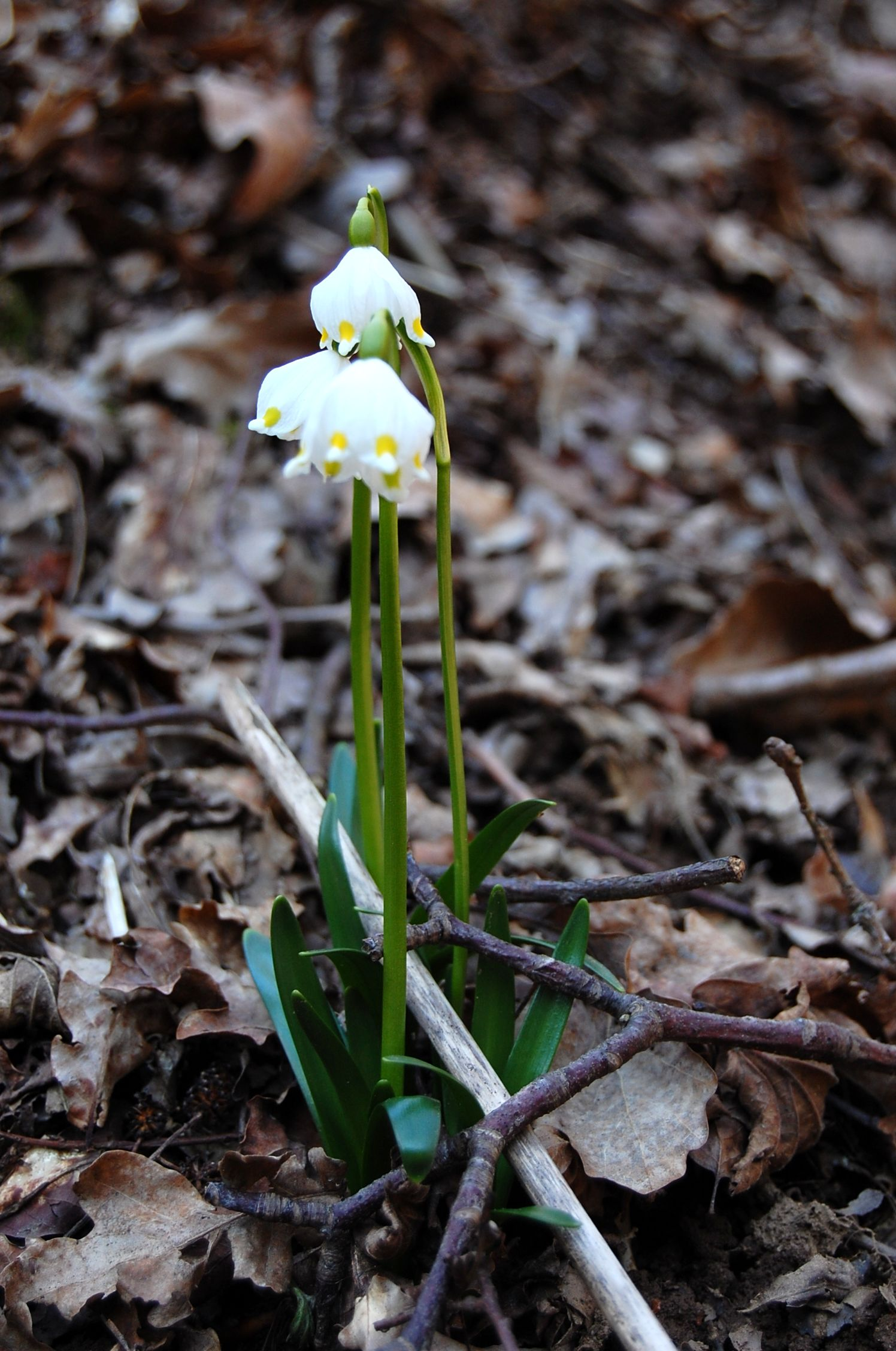
Bledule jarní

Počet potvrzených druhů cévnatých rostlin rostoucích v BNP se pohybuje okolo 780 druhů, z čehož přibližně 30 druhů jsou východokarpatské, z nichž 7 jsou karpatské endemity (np. černýš skalní, oměj chlupoplodý a hvozdík kartouzek - Dianthus carthusianorum subsp. saxigenus). Nad hranicí lesa, mezi 1150-1250 m n. m., se rozprostírá jedinečný a nikde jinde v Polsku nevyskytujících se východokarpatských holí nazvaných „poloniny“, které zaujímají zhruba 1800 ha. Téměř 90% z tohoto území podléhá přísné ochraně. V polovině 40. let 20. století ustala na poloninách velmi intenzivní pastva dobytka, kterou tam prováděli bývalí obyvatelé. Roste zde řada rostlin, které se buď zřídka či vůbec v polských horách nevyskytují, jako např. Aconitum bucovinense, viola dácká, pcháč Waldsteinův, či též černýš Herbichův. Časně zjara hojně kvete podél vodních toků bledule jarní. Vyskytuje se zde její karpatský poddruh charakteristický tím, že některým jedincům vyrůstají z lodyhy dva květy.